# Церковь Святой Петки Самарджийской
Церковь Святой Петки Самарджийской (болг. Църква „Света Петка Самарджийска“) — православная церковь в Софии, столице Болгарии.
Церковь Святой Петки Самарджийской представляет собой небольшое одноэтажное здание, частично врытое в землю и расположенное в самом центре как современной, так и древней Софии, в подземном переходе ЦУМа. Она обладает полуцилиндрическим сводом, полусферической апсидой и склепом, обнаруженными во время раскопок, проводившихся после Второй мировой войны. Стены, построенные из кирпича и камня, имеют толщину в 1 метр.
Храм, возведённый на месте бывшего римского религиозного здания, впервые упоминается в XVI веке. В нём сохранились настенные росписи XIV, XV, XVII и XIX веков, изображающие библейские сцены.
Церковь посвящена Параскеве (Петке), болгарской святой XI века. Связано это с тем, что в Средние века эта святая считалась покровительницей шорников, совершавших свои обряды в церкви. Определение Самарджийская («из шорников») произошло от слова семерджи, переводимого с османского языка как «шорник».

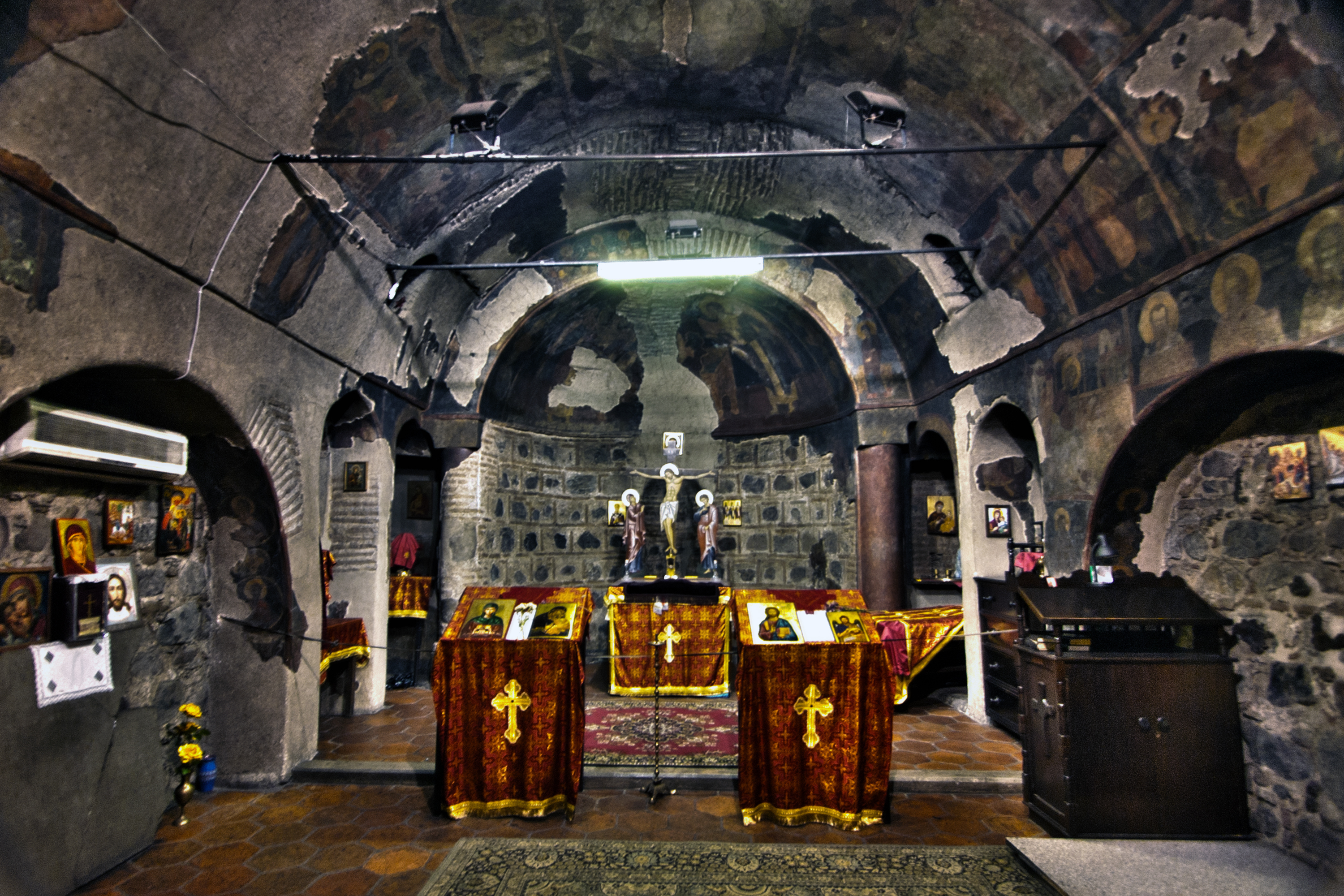
Интерьер церкви

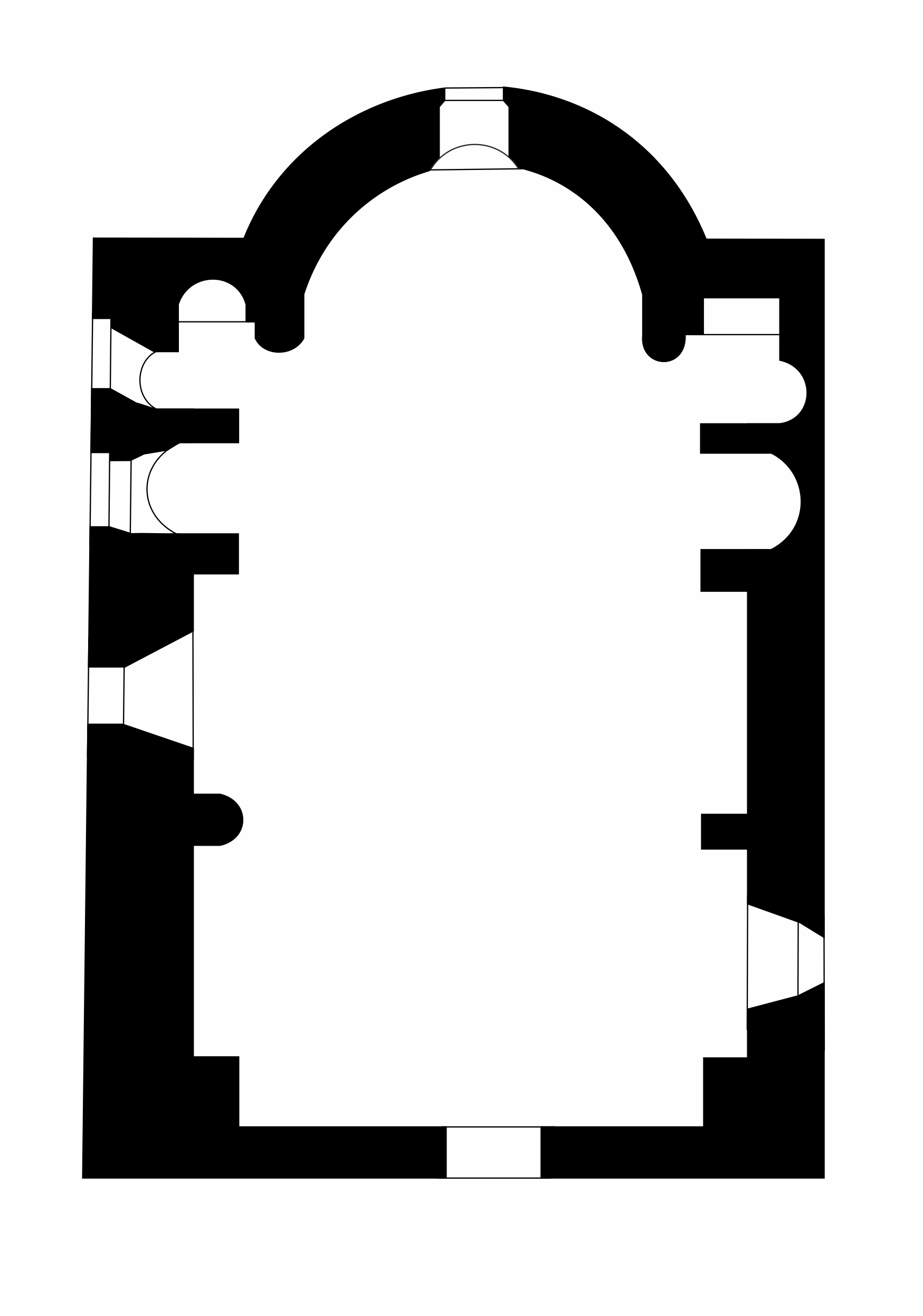
План церкви

Согласно одной из версий, в церкви был похоронен болгарский национальный герой Васил Левский. Появившиеся в прессе за 1937 год рассказы занимавшихся перезахоронением предполагаемых останков Левского, а также сведения о найденных останках в ходе раскопок 1956 года, которые были соотнесены с теми, о которых писала пресса 1937 года, послужили причиной отправки скелета «№ 95» на профессиональную экспертизу. Когда Магдалина Станчева, музеевед и заведующая отделом археологии Софийского областного исторического музея, получила эти останки, она отправила их на экспертизу в лабораторию в Археологическом институте, которой руководил Петр Боев. Останки были либо уничтожены мышами, либо утеряны. Писатель Николай Хайтов обвинил Станчеву, археологов Георгия Джингова и Стамена Михайлова, Кристиу Миятева, директора Археологического института, а также Тодора Павлова, президента Болгарской академии наук, в участии в заговоре с целью помешать установить место захоронения Левского и публично обвинил Станчеву в ненадлежащем обращении с останками. Две комиссии, сформированные по поводу этого случая в 1980-х годах, пришли к выводу, что из-за утери скелета не существует никаких доказательств, которые могли бы подтвердить, что эти останки принадлежали Левскому.